# أليسا تشونغ
أليسا تشونغ (بالألمانية: Alissa Jung )‏ (و. 1981  م) هي ممثلة أفلام ألمانية، ولدت في مونستر.

## وصلات خارجية
- أليسا تشونغ على موقع IMDb (الإنجليزية)
- أليسا تشونغ على موقع روتن توميتوز (الإنجليزية)
- أليسا تشونغ على موقع ألو سيني (الفرنسية)
- أليسا تشونغ على موقع أول موفي (الإنجليزية)
- أليسا تشونغ على موقع قاعدة بيانات الفيلم (الإنجليزية)
- أليسا تشونغ على موقع كينوبويسك (الروسية)